# Matylda a Tylda
Matylda a Tylda je ženský pěvecký sbor, působící při Komunitním středisku Kontakt Liberec, p.o. Soubor, nebo též klub, který tvoří třicet žen důchodového věku (nejstarší člence je 88 let), založila v září 2012 Nina Vaňková. Ta je též vedoucí souboru a jeho dirigentkou. Název souboru Matylda a Tylda byl vybrán podle australské lidové písně Waltzing Matilda, známé jako Hádej, Matyldo v podání zpěváka Karla Hály. Tato píseň se zároveň stala hymnou souboru. Tylda je příjmení dvou hudebníků, trumpetisty a klarinetisty, kteří zpěvačky hudebně doprovázejí a zároveň jsou manželi dvou z nich.

## Repertoár
Výběr repertoáru se řídí vlastním vkusem sboru, kdy k výběru skladby se vyjadřují všechny členky. Inspirují se, mimo jiné, i na serveru YouTube, vybranou skladbu nakoupí ve formě karaoke, opatří textem a jejich blízký spolupracovník (syn jedné členky sboru) vytvoří hudební aranžmá pro trubku a klarinet. Následně je skladba secvičena a zařazena do repertoáru.
Odborným poradcem sboru je Petr Činčala, vedoucí sboru Gospel Choir, působícího při Komunitním centru Generace v Liberci. Za jeho přispění zařadily zpěvačky do svého repertoáru i některé gospely a jiné křesťanské písně, které uplatňují při vystoupeních v různých kostelích, na poutích či adventních koncertech.

## Kostýmy
Charakteristický kostým zpěvaček sboru tvoří větší slaměný klobouk se stuhou a dlouhá černá nebo černobíle vzorovaná sukně či šaty. Jako doplněk k sukni bílá halenka a černá vesta nebo blejzr. Poznávacím znamením je velký bílý slunečník s logem a názvem sboru, který drží jedna z nich.

## Vystoupení
Sbor Matylda a Tylda vystupuje především v různých zařízeních pro seniory, v domovech s pečovatelskou službou, ale také v rámci vánočních koncertů, na festivalech a při dalších kulturních událostech.

### Výběr z vystoupení
- Vánoční koncert na liberecké radnici
- Dny evropského dědictví, Liberec
- Žofín, Praha
- Fresh Senior Festival 2014, Praha[2]

## Ocenění
- 2. místo v soutěži o nejlepší senior klub roku 2014 (Eurobabička ČR)[3]